# Касиопеја
Касиопеја (или Касијепеја, у неким изворима Касиепеја) је у грчкој митологији била краљица Етиопије.

## Етимологија
Њено име значи „сок циметовог дрвета“.

## Митологија
Била је сујетна и охола супруга краља Цефеја. Хвалила се да је лепша од божанских Нереида (или да је то њена кћерка Андромеда), што је њих увредило, па су тражиле од Посејдона, бога мора да је казни. Бог је послао морско чудовиште које је почело да пустоши земљу којом је владао Цефеј. У жељи да спасе свој народ, краљ је упитао Амоново пророчиште за савет и добио је одговор да ће пустошење престати када чудовишту жртвује своју кћер Андромеду. Народ је присилио свог краља да то и учини, али ју је од зле судбине спасио Персеј. Иако је Персеју, заједно са својим супругом, обећала кћерку за жену уколико је спаси, није га љубазно дочекала као зета, а и према неким изворима, била је у дослуху са Агенором који је грубо прекинуо свадбено весеље. Она је наиме, желела да јој Агенор буде зет, па чак гласно затражила Персејеву смрт. Сви ликови ове приче су пренети међу звезде, па тако и Касиопеја. Заправо, на небу је она за казну била окренута наопачке у одређено доба године и привезана за пијачну корпу како би смешно изгледала. Међу звезде ју је поставио Посејдон.

## Друге личности
- Према Аполодору, мајка Атимнија, кога је имала са Зевсом.[4]
- Кћерка Арабија, која је са Фениксом имала децу Карму и Финеја.[4]
- Према Хигину, мајка Либије, коју је имала са Епафом.[4]